# Seznam řeckokatolických biskupů a arcibiskupů v Ivano-Frankivsku
Toto je seznam eparchů a archieparchů v Ivano-Frankivsku:

## Eparchové v Ivano-Frankivsku (1885-2011)
- Julian Peleš (1885 - 1891)
- Julian Sas-Kuilovskyj (1891 - 1899)
- Andrej Šeptyckyj, O.S.B.M. (1899 - 1900)
  - Sede vacante (1900-1904) - administrátor Wasyl Facijewycz
- Blahoslavený Hryhorij Chomyšyn (1904 - 1947)
- Blahoslavený Ivan Slezjuk (1947 - 1973)
  - Sede vacante (1973-1991)
- Sofron Dmyterko, O.S.B.M. (1991 - 1997)
- Sofron Mudry, O.S.B.M. (1997 - 2005)
- Volodymyr Vijtyšyn, od 2005 do 2011, pak se stal archieparchou

## Archieparchové v Ivano-Frankivsku (od 2011)
- Volodymyr Vijtyšyn, archieparcha od r. 2011